# Bottle Rocket
Bottle Rocket es una película estadounidense de comedia dramática, dirigida por Wes Anderson y coescrita por Owen Wilson y Anderson. Es la primera obra del director tejano y el debut actoral de los hermanos Owen y Luke Wilson. La cinta fue un fracaso comercial pero atrajo la atención de los críticos, siendo recomendada por el director Martin Scorsese como una de sus cintas favoritas de los años noventa.

## Argumento
Cuando Dignan rescata a su amigo Anthony de una clínica psiquiátrica, le muestra un plan que ha desarrollado y que consiste en realizar una serie de robos. A modo de práctica, ambos entran a la casa de Anthony para robar ciertos objetos que han detallado en una lista; sin embargo, Dignan roba un par de pendientes de la madre de su amigo y se enfurece. Anthony busca a su hermana menor en la escuela para pedirle de favor devolver los pendientes. Más adelante Dignan recluta a Bob como conductor y van a comprar un arma, para más adelante asaltar una librería, donde obtienen una pequeña cantidad de dinero. Anthony conoce a Inez en un motel donde se alojan, la mucama sin embargo no puede hablar inglés y el joven sabe poco español. Al enterarse de que su hermano ha sido arrestado por posesión de marihuana, Bob deja a sus compañeros. Con los caminos separados debido a una confrontación, Dignan se une a una banda liderada por una persona llamada el Señor Henry, y con su ayuda localiza a Anthony para reconciliarse.
En su siguiente atraco planeado, las cosas se salen de control cuando Bob dispara su arma por accidente. La policía llega al lugar, Dignan es arrestado y mientras tanto el Señor Henry roba muebles de la casa de Bob. Más adelante Anthony y Bob visitan a Dignan en prisión y le cuentan cómo el Señor Henry robó la casa de Bob. Dignan les cuenta a modo de broma que tiene un elaborado plan para escapar. Al final, tras un tenso momento todos bromean, pero el tiempo de visita termina y se retira a su celda.

## Reparto
- Luke Wilson como Anthony Adams.[1]
- Owen Wilson como Dignan.[1]
- Robert Musgrave como Bob Mapplethorpe.[1]
- James Caan como el Señor Abe Henry.
- Lumi Cavazos como Inez.[1]
- Ned Dowd como el Dr. Nichols
- Shea Fowler como Grace.
- Haley Miller como Bernice.
- Andrew Wilson como Jon Mapplethorpe.
- Brian Tenenbaum como H. Clay Murchison.
- Stephen Dignan como Rob.
- Anna Cifuentes como Carmen.
- Kumar Pallana como Kumar.

## Producción
En el año 1992 Anderson dirigió un cortometraje llamado Bottle Rocket y fue protagonizado por los hermanos Wilson y Robert Musgrave, fue la base para su adaptación a una película. Fue rodada completamente en Dallas, Texas. Bill Murray fue considerado para el papel del Señor Henry.

## Recepción
La cinta recibió una opinión generalmente positiva de la crítica. En el sitio Rotten Tomatoes tiene una aceptación del 85 % y en Metacritic una calificación de 65 sobre 100. El director estadounidense Martin Scorsese mencionó la cinta como una de sus favoritas de los años 1990 y destacó la habilidad de Anderson de «expresar la simple interacción entre personajes con tanta viveza».